# Berliner Vertrag (1728)
Der Berliner Vertrag ist ein Geheimvertrag zwischen König Friedrich Wilhelm I. und dem Kaiser Karl VI., in dem Preußen die anti-österreichische Politik völlig aufgab.
Der Vertrag wurde am 23. Dezember 1728 abgeschlossen.
Der Vertrag von 1728 erneuerte die schon im Wusterhausener Vertrag von 1726 ausgesprochene Garantie für die Pragmatische Sanktion, wogegen der Kaiser die preußischen Ansprüche auf das Herzogtum Berg anerkannte.
Doch bereits im August 1728 hatte der Kaiser in einem Vertrag dem Pfalzgrafen von Sulzbach die Erwerbung von Jülich und Berg garantiert. 1738 ließ der Kaiser zusammen mit England und Frankreich sowie Holland unter Drohungen von König Friedrich Wilhelm I. den Verzicht auf Berg fordern. Er ging 1739 sogar so weit, mit Frankreich einen Vertrag einzugehen, durch den Berg dem Sulzbacher zugesprochen wurde.
Dieser wiederholte Vertragsbruch des österreichischen Kaisers entband Preußen von der Garantie der pragmatischen Sanktion und gab dem Preußenkönig Friedrich dem Großen das Recht, nach dem Tod von Karl VI. für das ihm vorenthaltene Berg einen Teil von Schlesien als Ersatz zu fordern.